# Community College de Rhode Island
El Community College of Rhode Island, comúnmente abreviado como "CCRI", es el único colegio communitario en Rhode Island y la universidad más grande de New England. La instalación principal de la universidad se encuentra en Warwick, con edificios universitarios adicionales en todo el estado.

## Historia
Fue fundada como Rhode Island Junior College, "RIJC", en 1964 con 325 estudiantes los que estudiaban en el ex Knight Estate.  El Knight campus, fue construido en el terreno del Knight Estate, inaugurado en 1972 como el primer edificio permanente de la universidad. A éste le siguieron 3 campus adicionales y 2 locaciones satélites.
El Observatorio Margaret M. Jacoby, está ubicado en los terrenos del Knight Campus, fue inaugurado en 1978.
El periódico universitario es The Unfiltered Lens, que comenzó con sus publicaciones en 2007.

## Grados
La universidad ofrece las siguientes titulaciones:
- Asociado en Ciencias (A.S.)
- Asociado en Ciencias Aplicadas (A.A.S.)
- Asociado en Ciencias Aplicadas en Estudios Técnicos (AAS-TS)
- Asociado en Bellas Artes (A.F.A.)

También se conceden varios certificados en un año.

## Campus
- Knight Campus (Warwick)
- Flanagan Campus (Lincoln)
- Liston Campus (Providence)
- Newport County Campus (Newport)

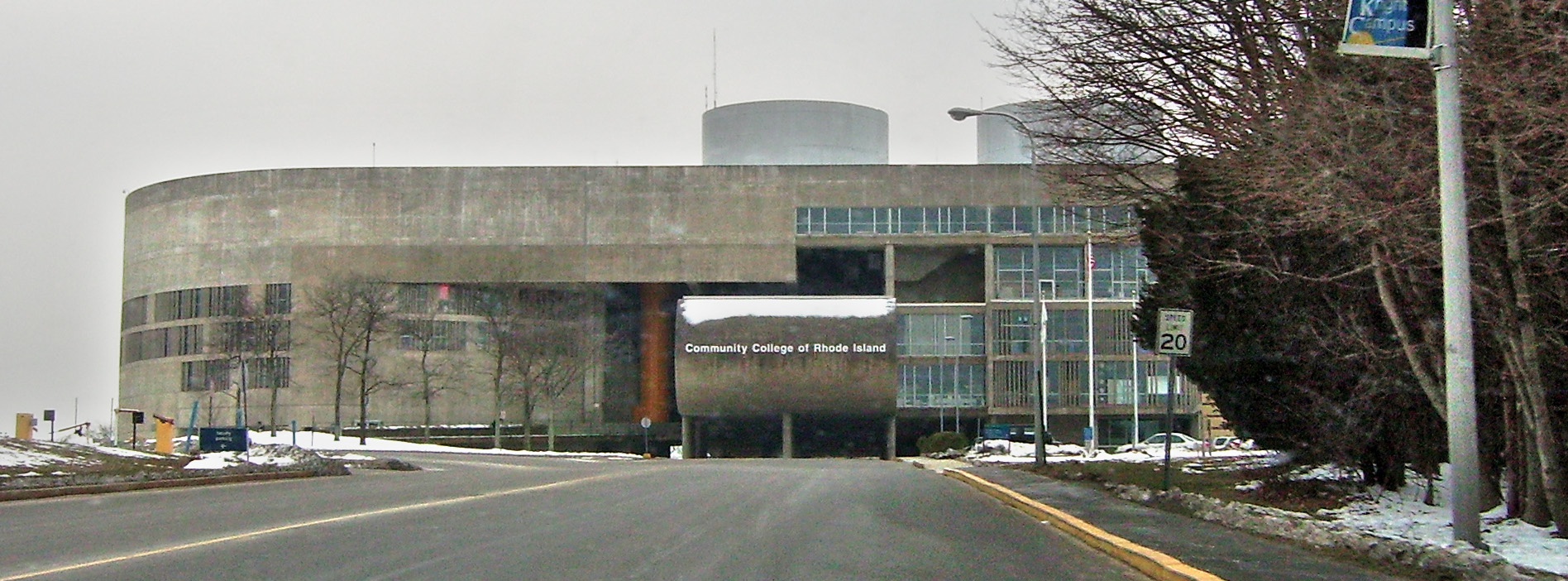
El frontis de Knight Campus en Warwick.

- Downcity Campus-Shephard Building (Providence)
- Satellite Campus-Westerly High School (Westerly)

## Alumnos notables
- Jeanne Bessette - pintor
- Rheal Cormier - lanzador de la Major League Baseball
- Rebecca Haynes - baloncestista de WNBL
- Darren Main - profesor de yoga
- Ken McDonald - entrenador de NCAA
- Joe Polisena, ex- miembro del Rhode Island State Senate
- Agostinho Silva - representante del estado en la cámara de Rhode Island

## Personal y profesores notables
- Ronald G. Beckett - paleoantropólogo, exinstructor de cuidados respiratorios
- David Carlin - sociólogo, sociología activo y el profesor de filosofía
- David F. Duncan - psicólogo y activista, exprofesor de biología